# Alexander Korda
Sir Alexander Korda, pseudonimo di Sándor László Kellner (Pusztatúrpásztó, 16 settembre 1893 – Londra, 23 gennaio 1956), è stato un regista e produttore cinematografico ungherese naturalizzato britannico.

## Biografia

### Gli esordi
Fratello maggiore dei produttori Zoltán e Vincent Korda, lavorò come giornalista prima di interessarsi al cinema e alla produzione. 
Dopo aver lavorato come regista in Ungheria, sua patria natale, dove realizzò una ventina di film tra il 1916 e il 1919, si spostò a Vienna e successivamente a Berlino, dove girò la prima versione di Mayerling (1923). A Hollywood, dove divenne direttore della United Artists, Korda si fece notare con La vita privata di Elena di Troia (1927), un'originale rilettura in chiave di commedia brillante della leggenda greca.

### Il successo in Gran Bretagna
Il suo modo di rappresentare i protagonisti dei suoi film attraverso le loro vicende private, sperimentato già da tempo dal regista tedesco Ernst Lubitsch, diventò il leitmotiv della sua cinematografia. Trasferitosi in Gran Bretagna, dove rimase fino alla morte, un anno dopo aver fondato la London Films diede alla luce il suo capolavoro, Le sei mogli di Enrico VIII (1933), che avrà vasta risonanza mondiale. La pellicola, che raffigura in maniera storico-romanzata la vita matrimoniale del re Enrico VIII d'Inghilterra, fu candidata al premio Oscar al miglior film e permise al suo protagonista Charles Laughton di aggiudicarsi l'ambita statuetta.
In questo filone "svetoniano" rientrano anche Le ultime avventure di Don Giovanni (1934), L'arte e gli amori di Rembrandt (1936) e Il grande ammiraglio (1941), film noto anche con il titolo Lady Hamilton. 
Secondo il biografo Michael Munn, Korda, produttore e regista di origini ebraiche, era la mente della sezione spettacolo dello Special Operations Executive (Soe). Durante la seconda guerra mondiale, gli uffici di Korda a Los Angeles fungevano da copertura per le operazioni del Soe.
Nominato Cavaliere dell'Impero Britannico da re Giorgio VI d'Inghilterra (prima personalità legata al cinema a ricevere tale onorificenza), Korda diventò in breve tempo il più famoso regista non statunitense. Fu un produttore accorto e fortunato, perché chiamò a sé alcuni tra i maggiori registi e artisti a livello internazionale e le sue produzioni rivaleggiavano alla pari con quelle americane. Abilissimo amministratore e a suo agio nella finanza, Korda fondò quindi la British Film Academy e concluse nobilmente la sua carriera producendo, nel 1955, il Riccardo III di Laurence Olivier.

### Morte
Fino al 1945, anno della commedia romantica Intermezzo matrimoniale, Korda si era affidato al bianco e nero per passare ai colori nel 1947 con Un marito ideale, commedia con Paulette Goddard ispirata a un'opera teatrale di Oscar Wilde. Questo film, peraltro non di grande successo, fu la sua ultima fatica: Korda morì infatti nella capitale inglese nel 1956 a causa di un attacco di cuore.
Dopo il suo decesso, venne cremato e le sue ceneri furono traslate nel Golders Green Crematorium, che accoglie personalità di varie discipline: Korda riposa al fianco di Peter Sellers e Sigmund Freud. Esiste un premio creato alla sua memoria, l'Alexander Korda Award, che rappresenta in pratica la versione inglese del Premio Oscar.

## Vita privata
Alexander Korda si sposò tre volte: nel 1919 con l'attrice ungherese María Corda, da cui divorziò nel 1930; nel 1939 con la "star" Merle Oberon, da cui si separò nel 1945; nel 1953 convolò a nozze con Alexandra Boycun, partner con la quale avrebbe poi diviso i suoi ultimi giorni.

## Filmografia

### Regista
- Örház a Kárpátokban (1914)
- A becsapott újságíró (1914)
- Tutyu és Totyó (1915)
- Lyon Lea (1915)
- A tiszti kardbojt (1915)
- Vergödö szívek (1916)
- Mágnás Miska (1916)
- Fehér éjszakák
- Ciklámen
- Az egymillió fontos bankó
- A Nevetö Szaszkia
- A Nagymama (1916)
- Prinz und Bettelknabe (1920)
- Madame wünscht keine Kinder (1926)
- Il capitano degli Ussari (The Stolen Bride) (1927)
- La vita privata di Elena di Troia (The Private Life of Helen of Troy) (1927)
- Eine Dubarry von heute (1927)
- Giglio imperiale (Yellow Lily) (1928)
- L'incrociatore Lafayette (Night Watch) (1928)
- La donna e il diavolo (Love and the Devil) (1929)
- The Squall (1929)
- Donna senza amore (Her Private Life) (1929)
- Lilies of the Field (1930)
- Il bel contrabbandiere (Women Everywhere) (1930)
- Quando l'amore parla (Princess and the Plumber) (1930)
- Rive gauche (1931)
- Marius (1931)
- Die Männer um Lucie (1931)
- Längtan till havet (1931)
- La Dame de chez Maxim's (1932)
- Service for Ladies (1932)
- Zum goldenen Anker (1932)
- Marius col nome di Alexandre Korda (1931)
- Sposatevi ragazzi (Wedding Reherseal) (1932)
- Le sei mogli di Enrico VIII (The Private Life of Henry VIII) (1933)
- The Girl from Maxim's (1933)
- La grande Caterina (The Rise of Catherine the Great) non accreditato (1934)
- Le ultime avventure di Don Giovanni (The Private Life of Don Juan) (1934)
- L'arte e gli amori di Rembrandt (Rembrandt) (1936)
- L'uomo dei miracoli (The Man Who Could Work Miracles) non accreditato (1936)
- Il leone ha le ali (The Lion Has Wings) non accreditato (1939)
- Il ladro di Bagdad (The Thief of Bagdad) non accreditato (1940)
- Il grande ammiraglio (That Hamilton Woman) (1941) - conosciuto anche con il titolo Lady Hamilton
- Intermezzo matrimoniale (Perfect Strangers) (1945)
- Un marito ideale (An Ideal Husband) (1947)

### Produttore
- Le sei mogli di Enrico VIII (The Private Life of Henry VIII) di Alexander Korda (1933)
- Strange Evidence, regia di Robert Milton (1933)
- La primula rossa (The Scarlet Pimpernel) di Harold Young (1934)
- L'arte e gli amori di Rembrandt (Rembrandt), regia di Alexander Korda (1936)
- La contessa Alessandra (Knight Without Armour), regia di Jacques Feyder (1937)
- Ali che non tornano (Q Planes), regia di Tim Whelan - produttore esecutivo (1939)
- La spia in nero (The Spy in Black), regia di Michael Powell - produttore (1939)
- Il ladro di Bagdad (The Thief of Bagdad), regia di Ludwig Berger, Michael Powell e Tim Whelan (1940)
- Un marito ideale (An Ideal Husband), regia di Alexander Korda (1947)
- Il terzo uomo (The Third Man), regia di Carol Reed (1949)

### Sceneggiatore
- La primula rossa (The Scarlet Pimpernel) di Harold Young - sceneggiatore (non accreditato) (1934)